# Instituto Português do Mar e da Atmosfera
Das Instituto Português do Mar e da Atmosfera (etwa: Institut Portugals für Meer und Atmosphäre), bekannter unter seinem Akronym IPMA, ist der nationale meteorologische, seismische und ozeanographische Dienst Portugals. Er wurde 1946 gegründet, im Jahr 2012 dehnte man seinen Beobachtungsbereich aus; seitdem beobachtet er auch die Fischerei.
Das IPMA ist dem Ministério do Mar de Portugal unterstellt.  